# Bahadır Öztürk
Bahadır Öztürk (* 1. Oktober 1995 in Istanbul) ist ein türkischer Fußballspieler.

## Karriere
Öztürk kam im Istanbuler Stadtteil Gaziosmanpaşa auf die Welt und begann 2004 in der Jugend von Antalyaspor mit dem Vereinsfußball.
Gegen Ende der Saison 2014/15 wurde er erstmals am Training der Profimannschaft beteiligt und gab schließlich am 23. Mai 2015 in der Auswärtsligapartie gegen Elazığspor sein Profidebüt. Zum Start der Rückrunde hatte er von seinem Klub auch einen Profivertrag erhalten. Mit diesem Debüt gehörte er auch zu jener Mannschaft, die Play-off-Sieger der TFF 1. Lig wurde und damit den Wiederaufstieg in die Süper Lig erreichte.
Für die Spielzeit 2015/16 lieh ihn sein Klub an den Zweitligisten Elazığspor und für die Spielzeit 2016/17 an den Viertligisten Bodrum Belediyesi Bodrumspor aus. Seit 2018 kommt Öztürk immer wieder zu Einsätzen als Ergänzungsspieler. 

## Erfolg
Mit Antalyaspor
- Play-off-Sieger der TFF 1. Lig und Aufstieg in die Süper Lig: 2014/15